# エスキモー (駆逐艦)
| 「エスキモー（1944年4月）」 | |
| 艦歴                        | |
| 発注                        | 1936年6月19日 |
| 起工                        | 1936年8月5日 |
| 進水                        | 1937年9月3日 |
| 就役                        | 1938年12月30日 |
| 退役                        | |
| その後                      | 1949年6月27日スクラップとして売却 |
| 除籍                        | |
| 性能諸元                    | |
| 排水量                      | 1,891トン |
| 全長                        | 377 ft（114.9 m） |
| 全幅                        | 36 ft 6 in（11.1 m） |
| 吃水                        | 11 ft 3 in（3.4 m） |
| 機関                        | アドミラルティ式3胴型水管缶3基 パーソンズ式ギアードタービン2軸 41,000 hp                                                                              |
| 最大速                      | 36ノット |
| 乗員                        | 190名 |
| 兵装                        | 4.7インチ（12 cm）砲連装4基 2ポンド対空砲4連装1基 0.5口径（12.7 mm）機関銃4連装2基 21インチ（533 mm）4連装魚雷発射管1基 爆雷投射機2基 爆雷投下軌条1基 |

エスキモー (HMS Eskimo, F75) は、イギリス海軍のトライバル級駆逐艦。第二次世界大戦においてノルウェー、地中海、イギリス海峡およびビルマの戦闘に参加した。戦後は宿泊艦や標的艦として使用された後、1949年に廃船となった。

## 艦歴
36年度計画において計画されたトライバル級駆逐艦9隻のうちの1隻として建造され、同名の艦としては2隻目の就役となった。1936年6月19日にヴィッカース・アームストロングに発注、8月5日に起工式が行われた。1937年9月3日に進水、1938年12月30日に就役した。

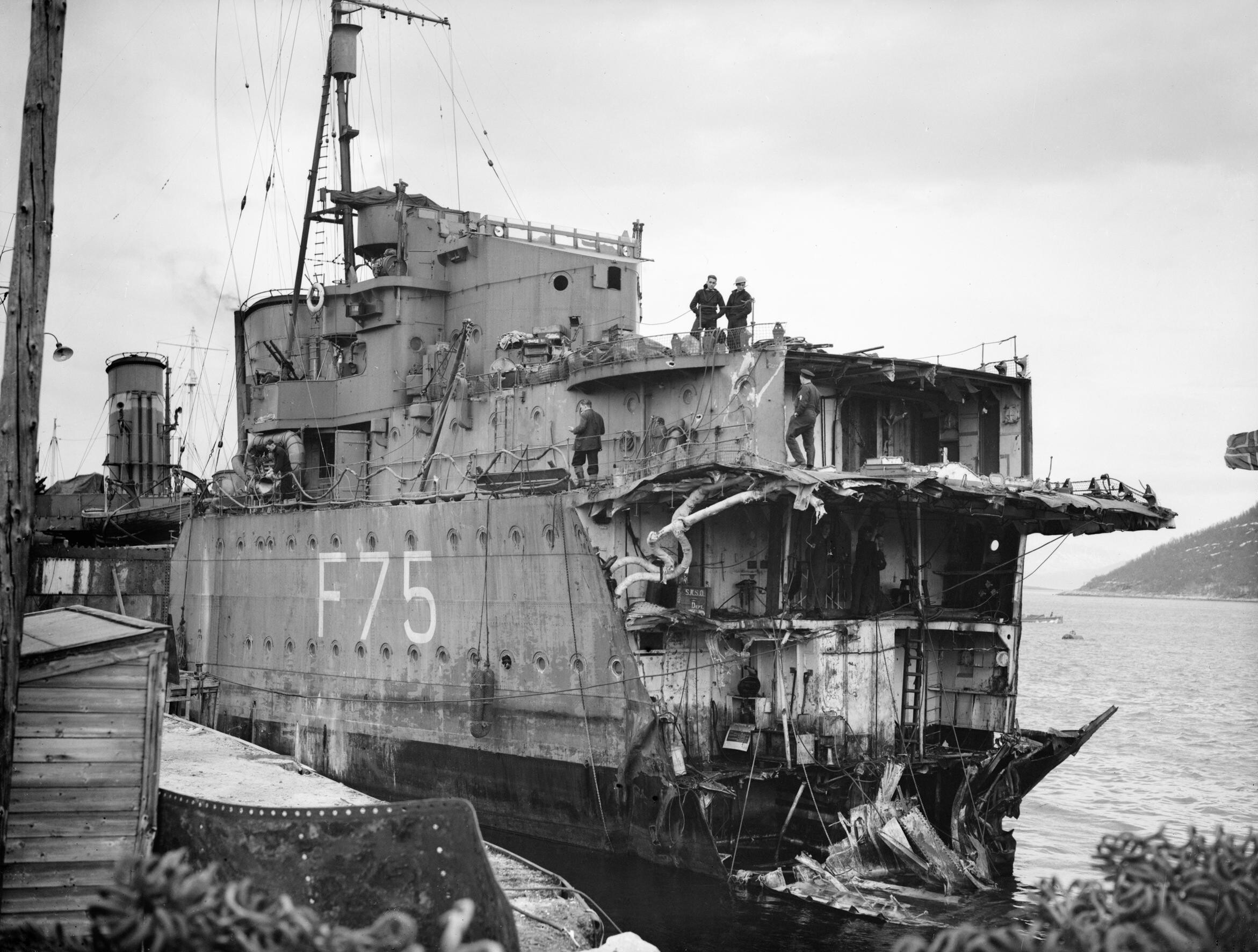
第二次ナルヴィク海戦で船首を失ったエスキモー

1940年4月の第二次ナルヴィク海戦に参戦したが、4月12日にドイツ海軍の駆逐艦ゲオルク・ティーレによる雷撃を受け、船首が吹き飛ぶ大損害を受けた。ノルウェーのシェルフィヨルドで工作艦として運用されていたヴィンディクティヴに曳航され応急処置を行った後、ヴィッカーズ・アームストロング工場に戻り、1940年9月まで修復を行った。
1942年11月にプリマスの第10駆逐戦隊に配備され、連合軍の北アフリカ上陸を支援した。ハスキー作戦ではドイツ軍の急降下爆撃機2機の攻撃を受け大きな損傷を負った。1944年6月24日、ブレスト北方のイギリス海峡でカナダ駆逐艦「ハイダ」とチェコ空軍のリベレーター機とともにドイツ潜水艦「U971」を追い詰め撃沈した。1944年6月27日から28日の夜、「エスキモー」と駆逐艦「ヒューロン」はドイツ掃海艇「M4611」、哨戒艇「V213」、「V203」（3隻はいずれも元はトロール漁船）と交戦。2隻はまず「M4611」を炎上させた。一方、「V213」は煙幕を張り、そこに突入した「エスキモー」は被弾。88mm砲弾1発が第1缶室で爆発し、37mm砲弾1発が第3缶室の主蒸気管を貫通した。「エスキモー」は6ノットで回ることしかできなくなったものの、プリマスに帰還できた。
戦争末期は極東で活動した。
1946年、エスキモーは掃海艇、難破船処理船、サルベージ船、宿泊艦などに運用された。その後、標的艦として使用され、1949年6月27日にスクラップとして売却さた。

### 美術館所蔵
エスキモーの鐘は国立海事博物館に収蔵されている。帝国戦争博物館には写真やフィルムなどエスキモーに関連するさまざまな資料が保管されている。